# Partyzanci Bielskich
Partyzanci Bielskich (także Grupa Bielskich, Otriad Bielskich) – żydowski oddział partyzancki, który wsparł partyzantkę radziecką, działający na terenie Puszczy Nalibockiej w okolicach Nowogródka w latach 1941–1944. Oddział nazwany był na cześć swoich przywódców, braci Bielskich: Tewjego, Asaela (Izraela) oraz Aleksandra (Zusa). Często pomijany jest udział czwartego z braci, Aarona (później Aron Bell), który w roku powstania oddziału miał 14 lat.
Początkowo oddział tworzony był przez czwórkę braci Bielskich i 13 innych uciekinierów z getta. Zalążek grupy bojowej powstał na wiosnę 1942 roku, liczyła wówczas około 40 żołnierzy. Za głowę przywódców oddziału Niemcy wyznaczyli nagrodę w wysokości 100 000 marek niemieckich. Mimo radzieckich prób bezpośredniego włączenia Bielskich w swoje struktury, żydowscy partyzanci zachowali jednak niezależność. Oddział chronił i uratował ponad 1200 lokalnych Żydów, m.in. pomagając im uciec z getta. Wielu zbiegłych Żydów dołączało do oddziału tworząc wspólnotę nazwaną Leśne Jeruzalem. Dysponowała ona z czasem zakładami rzemieślników (pracownie krawieckie, szewcy, naprawa broni liczyły około 125 pracowników), szkołą, synagogą i szpitalem. Obóz miał nawet własny sąd i więzienie. W szczytowym momencie grupa liczyła 1236 osób, z których 70% stanowiły dzieci, kobiety i osoby starsze, a 150 osób należało do grupy partyzanckiej. Były one w 3/4 ukryte w ziemiankach. Miejsce to służyło ochronie prześladowanych Żydów, jednocześnie stanowiąc największy żydowski oddział partyzancki. Mimo faktu ocalenia tylu osób stosunki w obozie opisywane są dwuznacznie. Mówi się o despotyzmie i nadużyciach braci Bielskich.
W lecie 1944 roku, kiedy rozpoczęła się kontrofensywa na Białorusi i teren został przejęty przez Armię Czerwoną, jednostka, licząca 1230 mężczyzn, kobiet i dzieci, wyszła z lasu i wkroczyła do Nowogródka. Pomimo wcześniejszej współpracy z Sowietami, relacje szybko się pogorszyły. Funkcjonariusze NKWD zaczęli przesłuchiwać braci Bielskich w związku z plotkami dotyczącymi posiadanego przez nich majątku, NKWD oskarżyło także partyzantów o brak „realizacji ideałów socjalistycznych w obozie”.
Oddział był oskarżany o morderstwa na polskich chłopach, rabunek ich żywności wspólnie z Sowietami oraz współpracę z Sowietami przeciwko polskiej partyzantce. Mógł być zaangażowany w zbrodnię w Nalibokach, gdzie partyzanci komunistyczni wymordowali 128 polskich cywilów. Według śledztwa prowadzonego przez IPN: „fakt udziału partyzantów z Oddziału Bielskiego w ataku na Naliboki jest tylko jedną z wersji przyjętych w toku śledztwa”.
W 2008 r. w USA został nakręcony film o partyzantach Bielskiego pt. Opór.